# Chorostkiv
Chorostkiv (ukrainska: Хоростків uttal (fil)) är en stad i Ternopil oblast i västra Ukraina. Chorostkiv nämns för första gången i ett dokument från år 1564 och erhöll år 1578 stadsprivilegier i och med Magdeburgrätten.

## Sevärdheter
- Chorostkivs slott, uppfört i slutet av 1700-talet
- Kyrka, uppförd i nyklassicistisk stil år 1887
- Kapell, uppfört i nygotisk stil, uppförd omkring år 1869
- Chorostkivs järnvägsstation, uppförd år 1890